# Stadio Selman Stërmasi
Lo Stadio Selman Stërmasi è il secondo stadio della città di Tirana, in Albania. Sede delle partite casalinghe del KF Tirana e, solamente per la stagione 2016-2017, anche del Korabi. Nel passato è stato usato come stadio di casa anche dalle altre due squadre della capitale albanese, il Partizani Tirana e la Dinamo City.
È dotato di 9600 posti a sedere, ed è stato intitolato a Selman Stërmasi, ex calciatore, allenatore e presidente del KF Tirana.
È stato costruito nel 1956 e chiamato Stadiumi Dinamo fino al 1991, quando gli fu dato il nuovo nome.